# Charles Beresford
Almirante Charles William de la Poer Beresford, 1º Barão Beresford (10 de fevereiro de 1846 - 6 de setembro de 1919), denominado Lord Charles Beresford entre 1859 e 1916, foi um almirante britânico e membro do Parlamento.
Beresford foi cativado pela visão da Frota do Canal aos doze anos,  e ingressou na Marinha Real em 1859 aos 13 anos, após a educação preparatória na Stubbington House School. Ele começou seu treinamento como cadete na academia de treinamento naval HMS Britannia, concluindo com sucesso seu exame de passagem em março de 1861.